# 约翰·奥古斯都
约翰·奥古斯都（John Augustus，1785年—1859年6月21日），居住于波士顿的美国鞋匠，由于在1841年至1858年间致力于请求2000余名犯罪嫌疑人保释而被称为“缓刑之父”。其中仅有4人违反了条件。

## 外部連結
- New York Division of Probation and Correctional Alternatives - History of Probation: Meet John Augustus
- New York City Department of Probation - Brief History of Probation